# Famiglia DeCavalcante
La famiglia DeCavalcante, nota anche come famiglia di North Jersey (cioè, il nord di New Jersey), è una famiglia mafiosa appartenente a Cosa nostra statunitense con sede a Elizabeth e a Newark nel nord di New Jersey, malgrado alcuni dei loro membri vivano sull'altra sponda del fiume Hudson a New York. Sono in relazione con gran parte delle cinque famiglie di New York e della mafia di Philadelphia, ma nell'ambito criminale sono considerati una famiglia ben poco potente e in passato sono stati soprannominati in modo derisorio "I Contadini". Comunque, sono stati coinvolti in alcune azioni brutali e tristemente famose.
La serie I Soprano è principalmente ispirata alla famiglia DeCavalcante.

## Storia della famiglia DeCavalcante

### Gli inizi
Le origini dell'organizzazione risalgono a Simone DeCavalcante, un reverendo della "vecchia scuola" diplomatico e raffinato, per molti aspetti simile al personaggio di don Vito Corleone nel romanzo di Mario Puzo Il padrino.
Nato nel 1912, ebbe una carriera da gangster incentrata sul gioco d'azzardo, l'omicidio e il racket per gran parte della sua vita. Morì di un attacco cardiaco all'età di 84 anni. Tra il 1964, anno della sua ascesa al potere, e il 1969, quando venne incarcerato, raddoppiò il numero di adepti della sua cosca.
Proprietario della Kenilworth Heating and Air Conditioning, una ditta di condizionamento ambientale situata a Kenilworth nel New Jersey, che gli serviva come copertura per i suoi affari e come fonte di introiti tassabili, Simone DeCavalcante si guadagnò per questo il soprannome di Sam the Plumber (Sam l'idraulico). Egli affermava anche di discendere da una famiglia nobile italiana, e per questo gli venne dato l'appellativo "the count" (il conte).
Il rispetto nei suoi confronti salì enormemente quando vinse un agognatissimo posto nella "Commissione", l'equivalente della cupola nella mafia americana, incaricata di erogare le leggi per l'organizzazione: molte delle leggi approvate da Sam DeCavalcante vengono ancora applicate nell'odierna Cosa Nostra.
Sfortunatamente per DeCavalcante, lui ed i suoi 54 associati vennero scoperti e processati dal Governo degli Stati Uniti, che lo giudicò colpevole di un giro di gioco d'azzardo valutabile sui 20 milioni di dollari all'anno. Contemporaneamente, un rapporto di Stato scoprì che lui ed un'altra famiglia mafiosa controllavano circa il 90% di tutti i negozi di pornografia di New York. DeCavalcante fu condannato a 5 anni, e dopo la liberazione si ritirò in un enorme condominio in Florida e si tenne bene alla larga dagli affari di mafia, quantunque l'FBI avesse motivo di sospettare che continuasse a "consigliare" la famiglia durante i primi anni novanta.

### John Riggi
Dopo che Simone DeCavalcante ebbe lasciato la prigione, verso la metà degli anni settanta, nominò come falso boss della famiglia un uomo educato e di buona fama, sulla quarantina, di nome John Riggi, mentre lui se ne stava in semi-ritiro in Florida; nel 1982, Sam DeCavalcante si ritirò definitivamente, passando il comando a Giovanni "John the Eagle" Riggi.
Riggi era stato un uomo d'affari della International Association of Laborers and Hod Carriers, nel New Jersey. Dopo essere stato promosso alla carica di boss a tutti gli effetti, continuò il giro intrapreso dal suo predecessore, fino a quando non fu incarcerato per la prima volta, nel 1989. Giudicato colpevole, venne inviato alla prigione federale di Fort Dix. Riggi continuò a governare la famiglia dalla sua cella, ma nominò comunque un boss fittizio nella persona di Jake Amari.

### Jake Amari
Jake Amari era a capo della AMI Construction di Elizabeth. La situazione rimase apparentemente stabile sino a quando Amari si ammalò di un cancro allo stomaco, e lentamente si staccò dalla vita pubblica per dedicarsi alla sua salute. Questo causò un massiccio vuoto di potere, durante il quale personaggi come Charles "Big Ears" Majuri, il presunto Consigliere Stefano Vitabile, Frank Polizzi, Vincent "Vinny Ocean" Palermo e il capo Anthony Rotondo cercarono di prendere la direzione della famiglia e di accaparrarsi la posizione di nuovo Don.

### La Giuria e il tentato omicidio di Charles Majuri
Verso la fine degli anni novanta, John Riggi si trovava ancora in una situazione difficile, mentre il suo boss fittizio, Jake Amari, moriva di cancro allo stomaco. Durante il suo breve periodo alla guida della famiglia, comunque, egli aveva in parte ristrutturato l'organizzazione: aveva infatti organizzato una "giuria" dei suoi gangster più fidati, presi tra i 50 o più membri, con il compito di prendere ogni decisione e di agire con le stesse facoltà di un boss.
La giuria si scontrò per lungo tempo con Charles Majuri. Questi era stato un membro fedele della famiglia sin dalla giovinezza: era stato arrestato per furto, gioco d'azzardo e giro illegale di scommesse, tra le altre accuse, e si era sentito offeso dal non essere stato scelto per comporre la giuria, al contrario di Vincent Palermo e Girolamo "Jimmy" Palermo (nonostante i cognomi, i due non erano imparentati). Majuri decise di assassinare Vincent e Jimmy Palermo, così da far ricadere su di sé la guida della giuria e, di conseguenza, dell'intera famiglia. Domandò quindi a Jimmy Gallo di uccidere Vincent Palermo, ma questi, non sentendosi obbligato a Majuri da vincoli di lealtà, spifferò il complotto allo stesso Palermo.
In seguito alla soffiata, Palermo si risolse ad assassinare l'ormai squilibrato Majuri, per assicurarsi di non essere ucciso a sua volta. Organizzò un piano per coprire la sua responsabilità, perché uccidere Majuri senza permesso avrebbe significato violare le regole dell'omertà. Palermo era venuto infatti al corrente, in via privata, del fatto che Majuri aveva eliminato un gran numero di gangster dal suo libro paga ed aveva incassato i loro profitti; questo, naturalmente, gli aveva fruttato un gran numero di nemici. Così, Vincent mandò Joe Masella e due brutali Soldati DeCavalcante, Anthony Rotondo e Jimmy Gallo, con il compito di sorvegliare Majuri e poi di farlo fuori.
I tre sicari aspettarono il momento adatto, ma furono bloccati dal non aver trovato un'occasione abbastanza favorevole per compiere il loro crimine. Joe Masella riferì quindi a Vincent, che si nascondeva in Florida, che il tentato omicidio era fallito. Vincent decise quindi che, alla fine, Majuri non rappresentava una minaccia così grande da essere assassinato e lasciò perdere.

### L'omicidio di Fred Weiss
Fred Weiss era un giornalista e un impresario, ma il suo desiderio di fare il furbo lo spinse ad associarsi con alcuni noti gangster delle famiglie Gambino e DeCavalcante: scelse così come compagni di malefatte Angelo Puccione e Anthony Vulpis, due teppisti dei Gambino. Insieme comprarono una ferrovia abbandonata a Staten Island, e finirono per usarla come discarica per rifiuti medici, inclusi pezzi di organismi umani provenienti da un ospedale vicino, che infettarono ben presto gran parte della popolazione locale.
Nel giugno 1989, Fred Weiss venne condannato per numerosi crimini, che gli avrebbero fruttato molti anni di galera. Siccome Weiss conosceva a fondo molti dei segreti della famiglia Gambino e del suo boss John Gotti, questi temette che Weiss si sarebbe spaventato davanti alla prospettiva di tutti quegli anni di prigione ed avrebbe finito per confessare, nella speranza di avere uno sconto di pena: per questo motivo, John Gotti si decise per l'assassinio di Fred Weiss.
Per eseguire l'omicidio, Gotti si rivolse alla famiglia DeCavalcante, affermando che Weiss era maggiormente affiliato con il loro clan e che quindi era loro compito assassinarlo. Dal canto loro, i DeCavalcante furono più che felici di compiacere il potente Gotti, e pertanto l'11 novembre 1989 alle 7:30 tre berline americane, piene di gangster dei DeCavalcante, raggiunsero un condominio a Staten Island. Gli uomini dentro le macchine bloccarono l'accesso alla zona residenziale, così che la polizia non potesse ostacolarli nel loro compito. Quando Fred Weiss, ignaro della presenza dei suoi assassini, lasciò l'appartamento della sua ragazza e salì in macchina, Jimmy Gallo e Vincent Palermo lo crivellarono di colpi, uccidendolo all'istante.
Il boss dei DeCavalcante John Riggi aveva delegato ogni responsabilità al Capo, Anthony Rotondo, che aveva detto a Vincent Palermo di commettere l'omicidio. Dopo questo crimine, la famiglia DeCavalcante, prima spesso derisa e poco considerata, acquistò finalmente il rispetto tanto ambito dalle altre cosche mafiose.

### Ralph Guarino, l'informatore
Nel 1998 un associato della famiglia DeCavalcante caduto in disgrazia, Ralph Guarino, discusse con un amico, Salvatore Calciano, che lavorava al World Trade Center da vent'anni, della possibilità di rapinare la Bank of America, che aveva sede nello stesso edificio.
Il 14 gennaio 1998, il furgone portavalori che ogni giorno portava milioni nelle casse del WTC venne assaltato da tre rapinatori tossicodipendenti Richard Gillette, Melvin Folk e Michael Reed. I tre riuscirono a fuggire, portando con sé la somma di 1,6 milioni di dollari.
L'identità dei rapinatori venne scoperta ben presto grazie alle riprese delle telecamere, che erano state installate al WTC dopo il bombardamento del 1993, e tutti e tre gli assaltatori furono arrestati. Le indagini arrivarono fino allo stesso Guarino, che decise, per evitare di scontare una pena di 20 anni o più in carcere, di collaborare con l'FBI e di diventare un informatore all'interno della famiglia DeCavalcante.

### Le indagini segrete
La famiglia cominciò a sgretolarsi dal momento in cui Guarino divenne un informatore, e l'FBI ricevette continui rapporti su una catena inarrestabile di omicidi mescolati a probabili implicazioni della cosca in altri affali loschi. Joe Masella era stato assassinato, e quasi nessuno sapeva chi lo avesse ucciso e perché. Sapevano che aveva debiti di gioco, ma non credevano che fosse questa la ragione dell'omicidio. Wiggles, un club di spogliarelli gestito in parte da Vinny Palermo, era caduto sotto la più totale disapprovazione da parte del pubblico. Verso la fine del 1998, gli affari stavano andando proprio male.
Le cose peggiorarono ulteriormente quando Vinny Palermo organizzò un piano per assassinare Frank D'Amato, perché Ralph Guarino riuscì a registrare tutto su un'audiocassetta e a consegnarla all'FBI. In base a questa prova, il governo federale fu in grado di arrestare gran parte della famiglia DeCavalcante con svariate accuse. Il 2 dicembre 1999 l'FBI organizzò una retata durante la quale si riuscirono ad arrestare 40 membri della cosca mafiosa, contro i 70 che si stimavano associati con i DeCavalcante: vennero arrestati anche Vinny Palermo, per il tentato omicidio di Frank D'Amato, John Riggi, Charles Majuri e molti altri, compreso un certo Joey 'Tin Ear' Scalfani, un membro della famiglia la cui voce era stata registrata su un'audiocassetta dell'FBI mentre affermava la sua intenzione di compiere una rapina e involontariamente ammetteva innumerevoli altri crimini, inclusa la sua minaccia di uccidere senza pietà qualsiasi informatore della polizia. Westley Paloscio, un allibratore, venne accusato assieme ad altri quattro compagni di aver cospirato nell'uccisione di Joe Masella.
Numerosi altri arresti vennero effettuati quando un altro informatore dell'FBI, Jeffrey Pokross, membro della famiglia Bonanno, rivelò una truffa della DMN Capital Investment di proprietà della sua famiglia, in cui una dozzina di gangster avevano "persuaso" molti anziani a comprare delle azioni senza valore.

### I processi
L'intera famiglia crollò quando Giovanni Riggi, che sperava di essere rilasciato nel 2003, venne invece condannato ad un lungo periodo da scontare in prigione. Contemporaneamente, Vinny Palermo decise di diventare un pentito e venne inserito, assieme alla sua famiglia, nel programma di protezione testimoni dell'FBI. Anche Anthony Rotondo, ormai noto sicario, decise di diventare un informatore, e rivelò alla polizia tutti i dettagli del tentato omicidio di Frank D'Amato in Florida da parte di Vinny Palermo e di come questi avesse sparato personalmente a Fred Weiss nell'89.
Alla fine della testimonianza di Anthony Rotondo, Vincent Palermo comprese la gravità delle accuse che pendevano sulla sua testa. Aveva fatto parte del gruppo che aveva capitanato l'esecuzione di Fred Weiss, e aveva organizzato gli omicidi di John D'Amato, Frank D'Amato e Charles Majuri (sebbene questi ultimi due non fossero mai stati eseguiti). Con queste accuse a suo carico, per Vinny Palermo si prospettava la possibilità che sotto l'allora sindaco di New York Rudolph Giuliani, famoso per la sua dura lotta alla criminalità organizzata, la sua condanna avrebbe comportato la pena di morte.
Forse per la prima volta nella sua vita, al processo Vinny Palermo si comportò in maniera perfettamente onesta: confessò l'omicidio di Fred Weiss e Lou LaRossa, ammise i piani per l'omicidio di Frank D'Amato e Charles "Big Ears" Majuri e disse che aveva commissionato ad Anthony Rotondo di uccidere John D'Amato. Ammise anche di aver complottato per l'uccisione di Tom Salvata, il direttore del suo club di spogliarelli, Wiggles. Confessò tutti i crimini commessi da ogni membro o associato della famiglia DeCavalcante dal momento in cui vi era entrato, nel 1965. Omise, comunque, di parlare del milione di dollari che aveva consegnato a suo figlio Michael Palermo, e ancora oggi ci sono dei dubbi sulla precisa onestà di Vinny Palermo con il governo.
Grazie alle scioccanti testimonianze di Anthony Rotondo e Vinny Palermo ed alle informazioni carpite da Ralph Guarino, l'FBI arrestò John Riggi, Frank Polizzi (Capo), Jimmy Palermo (Capo), Charles Majuri (Capo) e Stefano Vitabile (presunto Consigliere).
La famiglia si sbriciolò e l'FBI arrestò praticamente tutti i membri della famiglia. John Riggi ha lasciato la prigione solo una volta, per partecipare al funerale di sua moglie, morta di cancro.

## Boss della famiglia DeCavalcante
- Gaspare D'Amico (1910 - 1937)
- Stefano Badami (1937 - 1955)
- Filippo Amari (1955 - 1957)
- Nicholas Delmore (1957 - 1964)
- Simone DeCavalcante (1964 - 1982)
- Giovanni Riggi (1982 - 2015)
- Charles Majuri (2016 - attualmente)

- Vicecapo:
- 2016-attualmente - Joseph "Little Joe" Giacobbe Jr.

- Consigliere:
- 2006-2015 - Frank "Goombah Frenkie" Nigro - arrestato nel 2015
- 2016-presente - Giuseppe "Pino" Schifilliti

- Caporegime
- Fazione del New Jersey settentrionale: Charles "Beeps" Stango
- Fazione New York-New Jersey: Philip "Lou Metzer" Abramo
- Louis "Louie Eggs" Consalvo

- Soldati:
- Jerry Balzano
- Frank D'Amato
- Anthony Mannarino
- Bernard NiCastro
- Gregory Raso
- Gaetano "Corky" Vastola